# 도메니코 모두뇨

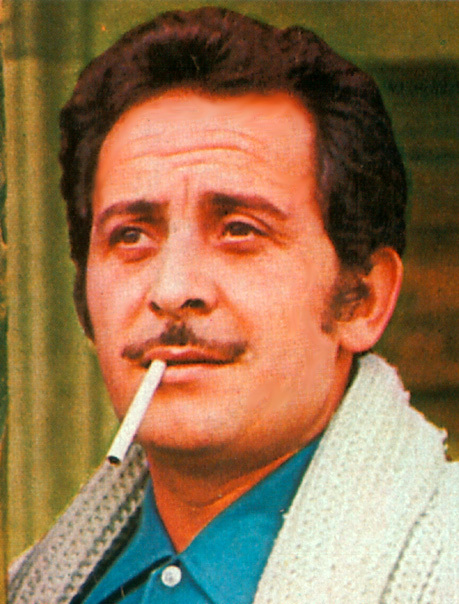
1967년의 모두뇨

도메니코 모두뇨(이탈리아어: Domenico Modugno, 1928년 1월 9일 ~ 1994년 8월 6일)는 이탈리아의 가수, 작사가, 작곡가, 편곡가, 연극배우, 영화배우, 영화감독, 영화음악연출가, 연극연출가, 사회운동가, 정치인이다.

## 생애
1947년에서 1950년까지 이탈리아 육군 사병으로 복무 후 1951년 연극배우로 첫 데뷔하였고 이듬해 1952년 가수 데뷔하였으며 1955년에 뮤지컬 배우 데뷔한 이후 1959년 이탈리아·프랑스 합작 영화 《Europa di notte》로 영화배우 데뷔하였고 1961년 프랑스·이탈리아 합작 영화 《Il mantello rosso》에 조연, 이 영화로 영화음악연출가 데뷔하였으며 1963년 이탈리아 영화 《Tutto e musica》에 출연, 이 영화로 영화감독 데뷔하였고 이듬해 1964년 연극연출가 데뷔하였고 이후 사회운동가로도 활약하다가 1990년에는 정치 분야에 입문하여 이탈리아 급진당 상원의원에 취임하였으며 2년 후 1992년 이탈리아 급진당 상원의원 직위를 사직 및 이탈리아 급진당 탈당 직후 연예 분야에 복귀하여 활동하다가 이듬해 1993년에 연예 분야에서 은퇴하였고 이듬해 1994년 8월 6일에 만성 당뇨증으로 별세하였다.

## 대표 경력
- 前 이탈리아 급진당 문화예술개혁행정위원
- 前 이탈리아 급진당 상원의원

## 유명세
이탈리아 칸초네 음악에 록 음악 요소를 도입하여 이탈리아 칸초네 음악 개혁의 선구자로 칭송받기도 한 그는 보통적으로 대한민국 국내에서는 《Volare》라는 노래의 작곡자이자 오리지널 원곡 가수로 잘 알려져 있다. 후배 이탈리아 가수 알 바노도 모두뇨 그의 영향을 받았으며 특히 프랑스 샹송 음악에 록 음악 요소를 도입하여 프랑스 샹송 음악의 총아로 인기를 구가한 20세기 프랑스 가수 겸 영화배우인 조르주 무스타키와 조니 알리데가 모두 각각 이탈리아 가수 모두뇨 그의 음악적 영향을 상당히 받았다.